# شرکت سنگ آهن مرکزی ایران - بافق

## آشنایی با شرکت سنگ آهن مرکزی ایران- بافق
آهن به عنوان فراوانترین عنصر لایه خارجی پوسته زمین در طبیعت بیشتر به صورت اکسید و سولفور دیده می شود.
در حال حاضر سالیانه بیش از دو میلیارد تن سنگ آهن از معادن دنیا استخراج و در کوره های فولادسازی به فولاد تبدیل میکردند.
در ایران در حال حاضر سالیانه حدود 18 میلیون تن سنگ آهن از معدن معدن سنگ آهن چادرملو ، گل گهر،مرکزی و معادن کوچک بخش خصوصی استخراج و مورد مصرف واحد های فولاد سازی کشور قرار میگیرد.
منطقه بافق به علت دارا بودن معادن غنی سنگ آهن طی سالیان گذشته بیشتر مورد توجه دولت ،مسئولین و سرمایه گذاراان بخش خصوصی قرار گرفته است.
طبق مطالعات انجام گرفته تا کنون نزدیک به 35 آنومالی آهن دار با ذخیره بالغ بر 7/1 میلیارد تن سنگ آهن در این منطقه شناسایی و اکتشاف گردیده است.
مهمترین کانسارهای سنگ آهن بلوک بافق کانسارهای آهن چادرملو، چغارت،چاه گز،آنومالی شمالی،آنومالی D19،میشدوان و شیطور می باشد.

## تاریخچه
معدن چغارت که بعنوان بهترین معدن از نظر کمیت و کیفیت سنگ آهن و نزدیک به شهر بافق تشخیص داده شد در دستور کار قرار گرفته و عملیات اکتشاف تکمیلی و تجهیز معدن چغارت همزمان با اکتشاف سایر معادن و کانسارها صورت گرفته و بهره برداری از معدن چغارت در شهریور سال 1350 شروع گردید.

## چغارت

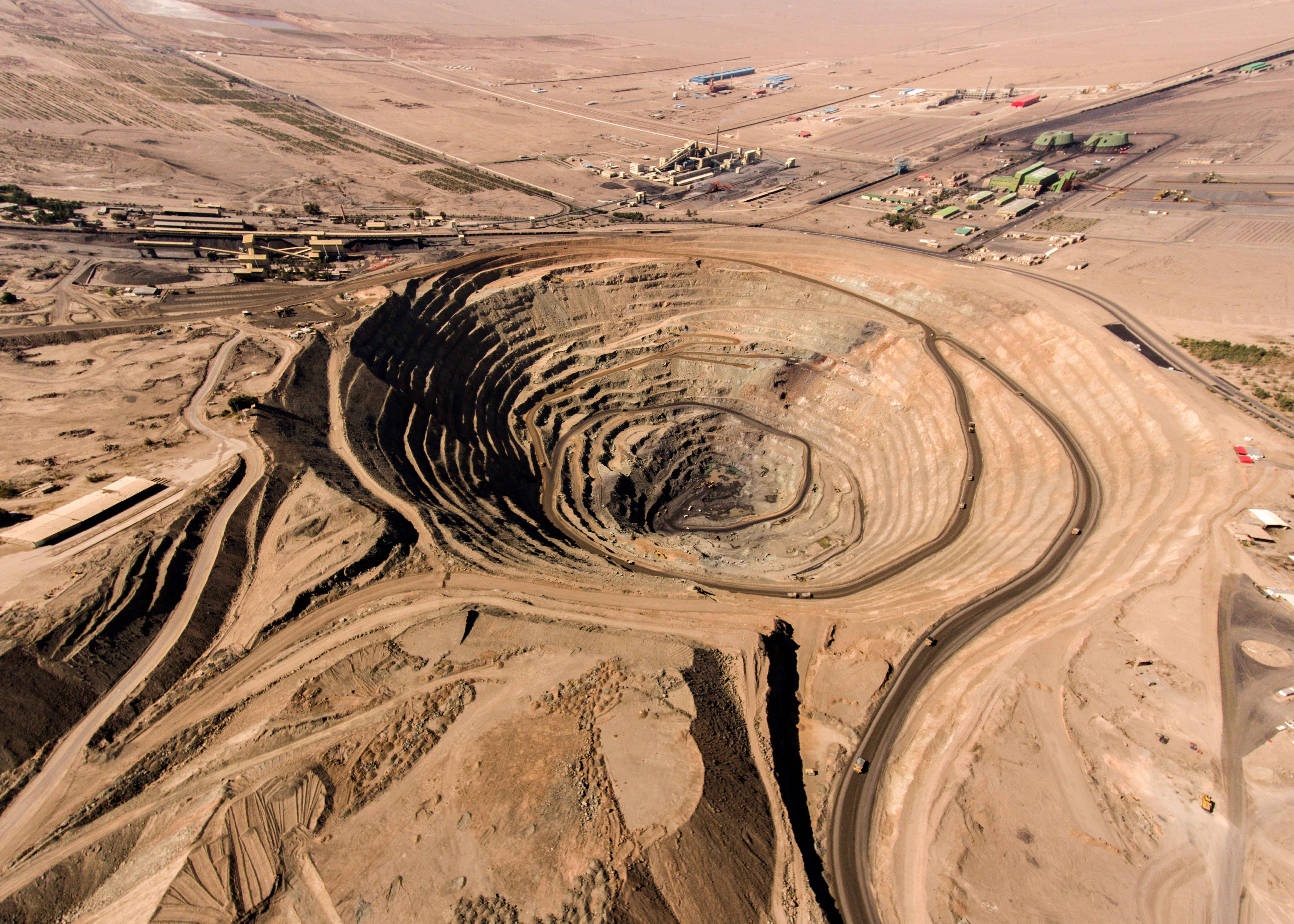
پیت معدن چغارت

شرکت سنگ آهن مرکزی ایران، معدن چغارت در 12 کیلومتری شمالی شرقی شهر بافق و در 125 کیلومتری جنوب شرقی شهر یزد و 75 کیلومتری جنوب غربی شهر بهاباد و در حاشیه کویر ایران واقع شده و دارای آب و هوای بسیار گرم و رطوبت خیلی کم می باشد.
ارتفاع اولیه توده چغارت 1286 متر از سطح و حدود 150 متر از سطح منطقه اطراف بوده است این معدن از طریق راه آهن سراسری به طول 1000 کیلومتر با تهران، 470 کیلوتر با ذوب آهن اصفهان و 610 کیلومتر از طریق سیرجان به بندرعباس ارتباط دارد.

با توجه به وجود معدن چغارت و 38 آنومالی دیگر سنگ آهن با ذخیره حدود 7/1میلیارد تن در منطقه بافق ، شرکت سهامی خاص معادن سنگ آهن مرکزی ایران تاسیس و عملیات بهره برداری از معدن چغارت بهعنوان یکی از معادن این شرکت با ذخیره معادل 2/177 میلیون تن شامل 107 میلیون تن B.F و 2/70 میلیون تن سنگ آهن پرفسفر و کم عیار جهت تامین سنگ آهن مورد نیاز ذوب آهن اصفهان شروع گردید.

## معدن سه چاهون
این معدن که در فاصله 47 کیلومتری شمال شرقی شهر بافق و 35 کیلومتری معدن چغارت واقع شده است. از نظر زمین شناسی در سازندهای پرکامبرین پسین ایران مرکزی قرار داشته و منشآ آن آتشفشانی رسوبی می باشد. معدن سه چاهون مشتمل بر دو آنومالی X و XI است که در فاصله 3 کیلومتری از یکدیگر قرار دارند. آنومالی X ذخیره ای حدود 12/5 میلیون تن و آنومالی XI که شامل دو توده شمالی و جنوبی می باشد، دارای ذخیره زمین شناسی 132 میلیون تن است که از این مقدار حدود 95 میلیون تن با متوسط عیار آهن 37/2 و فسفر  0/08 درصد قابل استحصال می باشد. بهره برداری از معدن سه چاهون در سال 1384 آغاز شده است و طی برنامه ریزی انجام شده سالیانه 3/5 میلیون تن سنگ آهن از این معدن استخراج و پس از خردایش در کارخانه سنگ آهن با ابعاد کوچکتر از 300 میلیمتر به کارخانه فرآوری چغارت منتقل می گردد.

## کارخانهگندلهسازی سه چاهون-بافق

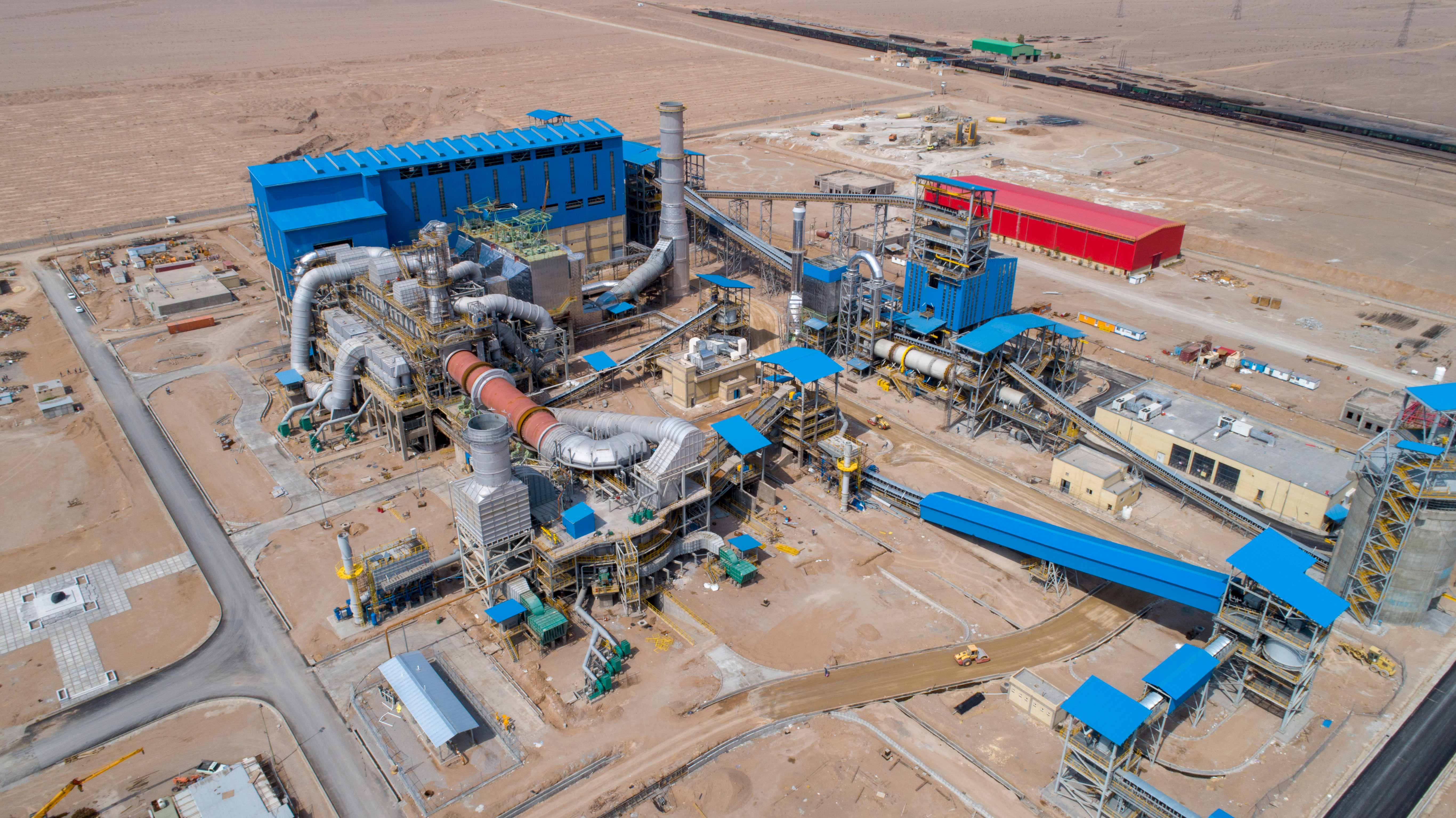
کارخانه گندله سازی سه چاهون-بافق

- بزرگترین کارخانه با تکنولوژی کوره دوار در ایران[۳]
- محل احداث: شهرستان بافق
- شروع پروژه: 1395
- راه اندازی کارخانه و شروع تولید: 13 آبان 1399
- ظرفیت تولید سالانه کارخانه: 5 میلیون تن گندله
- تکنولوژی تولید: کوره دوار شناخته شده به نام روش آلیس چالمرز
- نوع محصول: گندله واحدهای احیای مستقیم آهن (DRI)

## طرحهای در دست اقدام
- تکمیل عملیات اجرایی و راه اندازی پست برق 150 مگاوات[۴]
- تکمیل عملیات اجرایی فاضلاب شهر بافق
- پروژه کارخانه کنسانتره 2 میلیون تنی
- پروژه کارخانه آهن اسفنجی به ظرفیت 1/7 میلیون تن
- پروژه فاضلاب شهر یزد [۵]

- پروژه احداث نیروگاه سیکل ترکیبی
- پروژه احداث نیروگاه 35 مگاواتی گازی
- پروژه احداث نیروگاه خورشیدی 10 مگاواتی

## افتخارات شرکت
- دریافت تندیس تولیدکننده نمونه کشوری در همایش تولید برتر – ۱۳۹۵

- واحد نمونه معدنی استان – ۱۳۹۶

- دریافت لوح و تندیس اجلاس چهره های ماندگار صنعت و تجارت – ۱۳۹۶

- دریافت لوح و تندیس سومین جایزه مسئولیت اجتماعی و توسعه پایدار بنگاههای اقتصادی- ۱۳۹۸

- منتخب یکصد شرکت برتر ایران – ۱۳۹۸

- واحد نمونه صنعتی استان – ۱۳۹۹

- دریافت لوح و تندیس سومین اجلاس سراسری مسئولیت پذیری اجتماعی و فرهنگ سازمانی – ۱۳۹۹

- دریافت لوح تقدیر جشنواره خیرین مدرسه ساز کشور – ۱۳۹۹

- منتخب یکصد شرکت برتر ایران - ۱۳۹۹

- دریافت لوح زرین ششمین همایش ملی کیفیت ۱۴۰۰

- دریافت لوح تقدیر و تندیس سیمین صنعت سبز کشور ۱۴۰۰

- دریافت تندیس زرین چهارمین جشنواره ملی صنعت سلامت محور در سال ۱۴۰۰

- دریافت جایزه و تندیس مسئولیت اجتماعی و پایداری بنگاههای اقتصادی ۱۴۰۱